# Milada Paulová
Milada Paulová (2. listopadu 1891 Loukov – 17. ledna 1970 Praha) byla česká historička a byzantoložka, první žena, která získala právo přednášet na univerzitě, první docentka a profesorka v Československu.

## Život
Narodila se do rodiny cukrovarnického úředníka Františka Paula a jeho manželky Anny, rozené Bernardové. Tři roky po narození přišla o matku. Od malička trpěla tuberkulózou, se kterou bojovala celý život. V roce 1904 se s otcem přestěhovala do Prahy, kde začala navštěvovat střední školu. Po soukromé přípravě složila maturitu na Akademickém gymnáziu v Praze jako externistka. V roce 1913 vstoupila na Filozofickou fakultu Karlo-Ferdinandovy univerzity. V lednu 1918 byla promována na doktorku filozofie.
Na počátku dvacátých let rok a půl studovala v Jugoslávii, kde mimo jiné navštěvovala přednášky tamějších profesorů Stanoje Stanojeviće, Čoroviće a dalších. Jejím hlavním úkolem ale bylo sebrat písemný a ústní materiál k dějinám jihoslovanského a také českého odboje. Na základě těchto materiálů po návratu napsala několik cenných prací. Za nejdůležitější, Jugoslavenski odbor. Povijest jugoslavenské emigracije za svjetskog rata od 1914.-1918., byla navržena na docentku. Kolokvium a přednášku na zkoušku absolvovala v roce 1925 a stala se první docentkou Karlovy univerzity; byla první ženou v Československu, která získala právo přednášet na univerzitě.
Svému celoživotnímu dílu se věnovala i v dalších letech, kdy vznikly knihy Kongres potlačených národností Rakouska-Uherska v Římě roku 1918, Jihoslovanský odboj a česká Maffie (díl 1), Masaryk a Jihoslované, Dějiny Maffie: odboj Čechů a Jihoslovanů za světové války 1914–1918 a další drobné články.
V roce 1935 byla jmenována mimořádnou profesorkou a po druhé světové válce řádnou profesorkou s účinností od 28. října 1939. Stala se tak první profesorkou v Československu. Po druhé světové válce se zaměřila především na byzantologii, ke které ji vedl její učitel Jaroslav Bidlo.

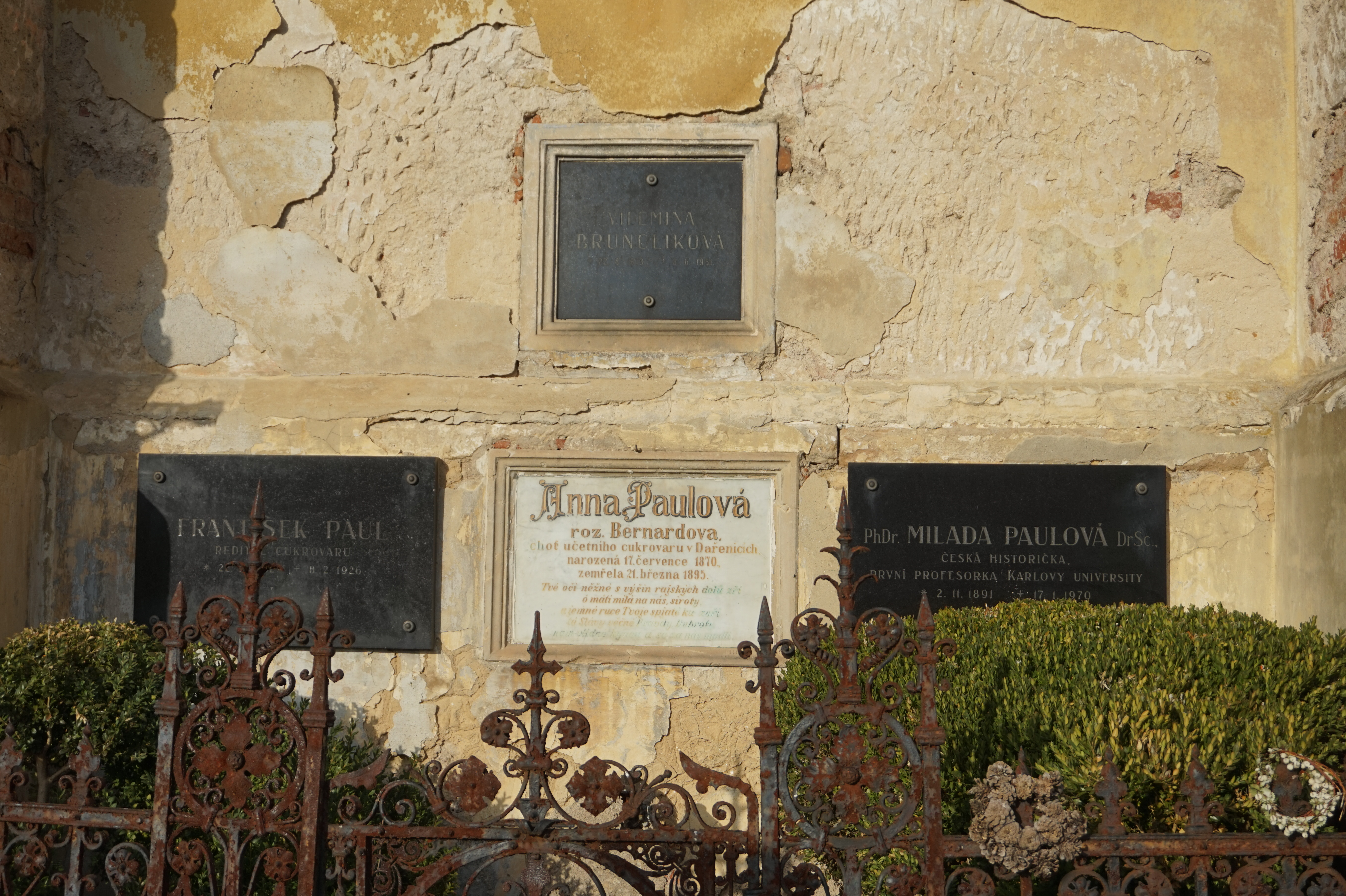
Deska na hrobě Milady Paulové, spolu s deskou matky, otce a „adoptivní matky“

Dílo o vnitřním odboji zakončila až na sklonku života, na konci šedesátých let, knihou Tajný výbor Maffie a spolupráce s Jihoslovany v letech 1916–1918.

## Cena Milady Paulové
V roce 2009 byla Ministerstvem školství, mládeže a tělovýchovy ČR ustanovena cena Milady Paulové, která je každoročně udílena ve spolupráci s Národním kontaktním centrem – gender a věda Sociologického ústavu AV ČR, v.v.i.